# Матьё, Эмиль Луи Виктор
Эмиль Луи Виктор Матьё (фр. Émile Louis Victor Mathieu; 18 октября 1844, Лилль — 20 августа 1932, Гент) — бельгийский композитор, дирижёр и музыкальный педагог.
Сын оперных певцов. Отец Матьё, Николя Жозеф Матьё, некоторое время был одним из руководителей Антверпенской оперы, мать, Амели Тереза Мартен, преподавала вокал в Лувене и была первой наставницей сына. С 1860 года учился в Брюссельской консерватории у Огюста Дюпона (фортепиано), Шарля Босселе (гармония) и Франсуа Жозефа Фети (композиция и контрапункт).
В 1866 году в Льеже была поставлена первая опера Матьё «Подмена» (фр. L’Echange) по одноимённой комедии Вольтера. Из последовавших за ней наиболее значительна трёхактная опера «Детство Роланда» (фр. L’Enfance de Roland; 1891, поставлена 1895). На соискание бельгийской Римской премии Матьё представлял кантаты «Последняя ночь Фауста», «Сон Колумба» и наконец «Торквато Тассо», с которой выиграл эту премию в 1873 году. С 1881 г. он руководил музыкальной школой в Лувене, а в 1898—1924 гг. возглавлял Гентскую консерваторию; среди его учеников, в частности, Адольф Биарент.